# Чорпіта Олександр Олександрович
Олекса́ндр Олекса́ндрович Чорпіта — лейтенант Збройних сил України.
Був поранений у бою в місті Лисичанськ, відмовився від евакуації і далі розміновував фугаси.

## Нагороди
2 серпня 2014 року — за особисту мужність і героїзм, виявлені у захисті державного суверенітету та територіальної цілісності України, вірність військовій присязі під час російсько-української війни, відзначений — нагороджений орденом Богдана Хмельницького III ступеня.